# Tech Romancer
Tech Romancer (超鋼戦紀キカイオー?, Chōkō Senki Kikaiōh) è un videogioco picchiaduro in grafica 3D del 1998 per arcade della Capcom che attinge da vari sottogeneri di anime robotici. Nel 2000 il titolo è stato convertito per console Dreamcast. Il giocatore controlla un robotgigante che utilizza per combattere contro altri robot in sconti uno contro uno. Lo Studio Nue (lo studio di animazione che ha curato il mecha design per molti anime, fra cui The Super Dimension Fortress Macross, Gunbuster e Mobile Suit Gundam 0083: Stardust Memory) ha disegnato i robot in questo gioco.

## Trama
Tech Romancer si svolge in un distante futuro della Terra, in cui la tecnologia ha portato pace ed equilibrio per gli abitanti del pianeta. Tuttavia, la pace non dura a lungo dato che un malvagio tiranno alieno, chiamato Goldibus invade il pianeta con il suo gruppo di servitori, con il preciso intento di conquistare il mondo e ridurre in schiavitù la razza umana. Un coraggioso gruppo di eroi decide di combattere contro le forze aliene di Goldibus con i propri potentissimi mecha per tentare di garantire un futuro di pace al proprio pianeta.

## Modalità di gioco
Il gioco può essere principalmente giocato in due modalità: Story Mode ed Hero Challenge Mode. La versione per Dreamcast è caratterizzata dalla presenza di una serie di minigiochi che permettono al giocatore di accumulare punti.

### Story Mode
All'inizio del gioco il giocatore ha la possibilità di scegliere uno fra alcuni mecha disponibili. Ogni mecha ha la propria modalità storia, che si sviluppa come una serie anime, con ogni combattimento interrotto dal titolo dell'episodio, da un eyecatch e da alcuni dialoghi prima, durante e dopo lo scontro. Ogni mecha segue una linea narrativa differente, ed a seconda delle scelte fatte dal giocatore durante le scene dei dialoghi si può arrivare a diversi finali. Nella storia di ogni mecha compaiono, seppure in ruoli secondari, anche tutti gli altri personaggi selezionabili.

### Hero Challenge Mode
Si tratta di una mocalità combattimento, in cui il giocatore affronterà una serie di nemici. In questa modalità sono presenti vari personaggi e mecha non selezionabili nella modalità storia. Nella versione per Dreamcast, i punti guadagnati in ogni scontro possono essere utilizzati personaggi nascosti, come i boss nemici, oltre che altri contenuti.

### Robot selezionabili
- Blodia II
- Bolon
- Dark Pulsion
- Diana 17
- Dixen
- Dixen Experiment
- Gamda
- Goldibus
- Gourai
- Kikaioh
- Pulsion
- Quvearl
- Rafaga
- Twinzam V
- Wise Duck
- Wise Duck Orusorroso